# Bizzarrini 500 Macchinetta
Der Bizzarrini 500 Macchinetta ist das erste Automobil, das der italienische Ingenieur Giotto Bizzarrini konstruierte. Der 1953 entstandene Kleinwagen ist auf überarbeiteter Großserientechnik von Fiat aufgebaut und hat eine eigenständige Karosserie. Eine Serienproduktion kam nicht zustande.

## Entstehungsgeschichte
Der 1926 in der Nähe von Livorno geborene Giotto Bizzarrini studierte seit 1945 an der Facoltà di Ingegneria (Fakultät für Ingenieurswesen) der Universität Pisa mit dem Schwerpunkt Maschinenbau. Als Student arbeitete er bereits praktisch an Automobilmotoren und steigerte im privaten Umfeld die Leistung von Fiat-Motoren. Nach Abschluss der Ausbildung konstruierte Bizzarrini sein erstes Auto, das die Bezeichnung 500 Macchinetta (deutsch: Autochen) erhielt. Der Wagen entstand weitgehend in der Werkstatt von Oreste Pasqualetti in Pisa. Der 500 Machinetta blieb ein Einzelstück. Giotto Bizzarrini nutzte das Auto ab 1953 einige Jahre lang als Privatfahrzeug, unter anderem auch bei einem Bewerbungsgespräch bei Enzo Ferrari.
Giotto Bizzarrini wurde in den folgenden Jahren zu einem der profiliertesten Sportwagenkonstrukteure Italiens. Er arbeitete für Alfa Romeo, Ferrari, ATS, Lamborghini und Iso Rivolta, bevor er in Livorno Sportwagen unter eigener Marke herstellte. Zu Bizzarrinis Konstruktionen gehören der Ferrari 250 GTO (1961), der Lamborghini 350 GT (1963) sowie der Iso Grifo (1964) und sein Ableger Bizzarrini GT 5300 (1964). Sein 500 Macchinetta von 1953 ist ein Kleinwagen, der mit diesen Hochleistungssportwagen nicht zu vergleichen ist; er hat aber einige Konstruktionsmerkmale, die für spätere Bizzarrini-Wagen bezeichnend sind. Dazu gehören der betonte Leichtbau und die Bevorzugung aerodynamisch günstiger Karosserieformen.

## Modellbeschreibung

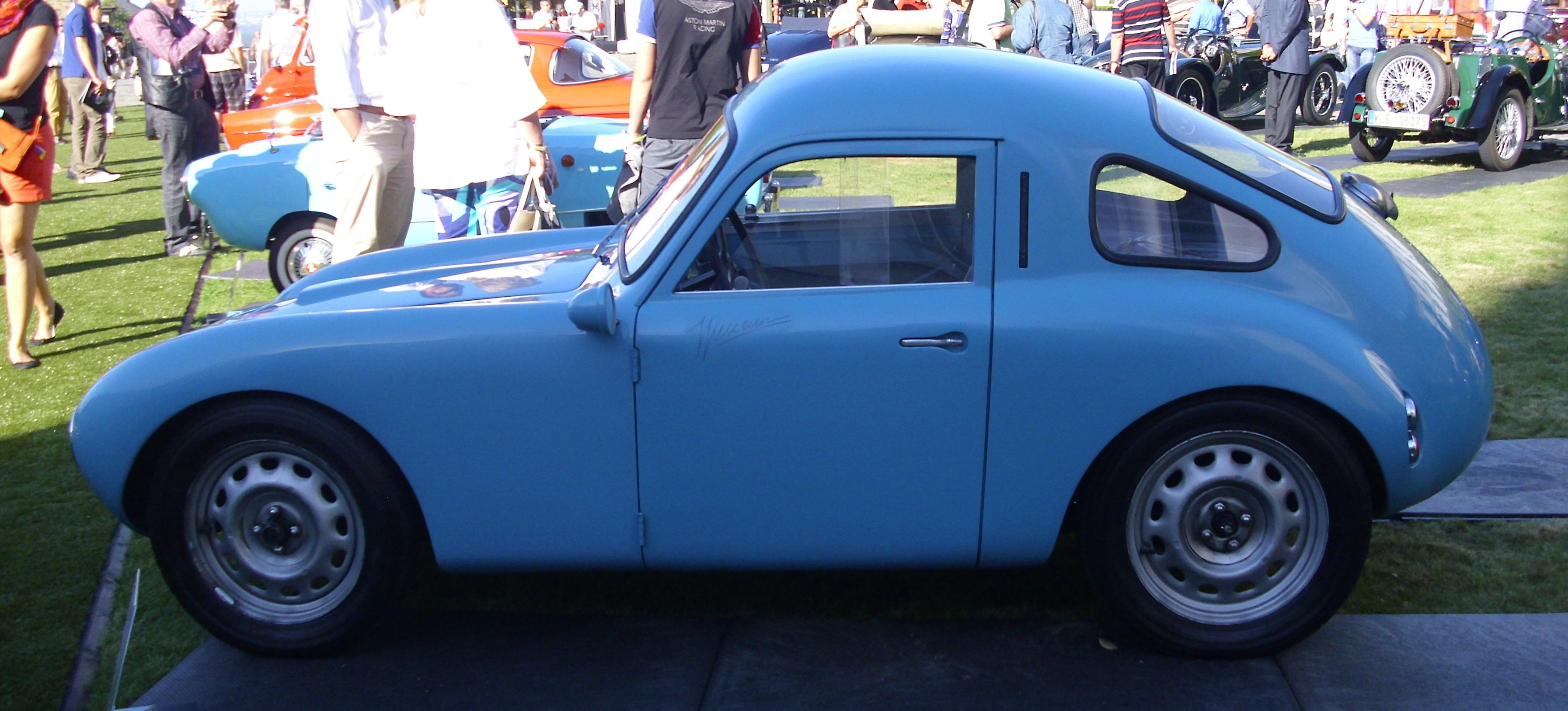
Aluminiumkarosserie mit kurzem Fließheck

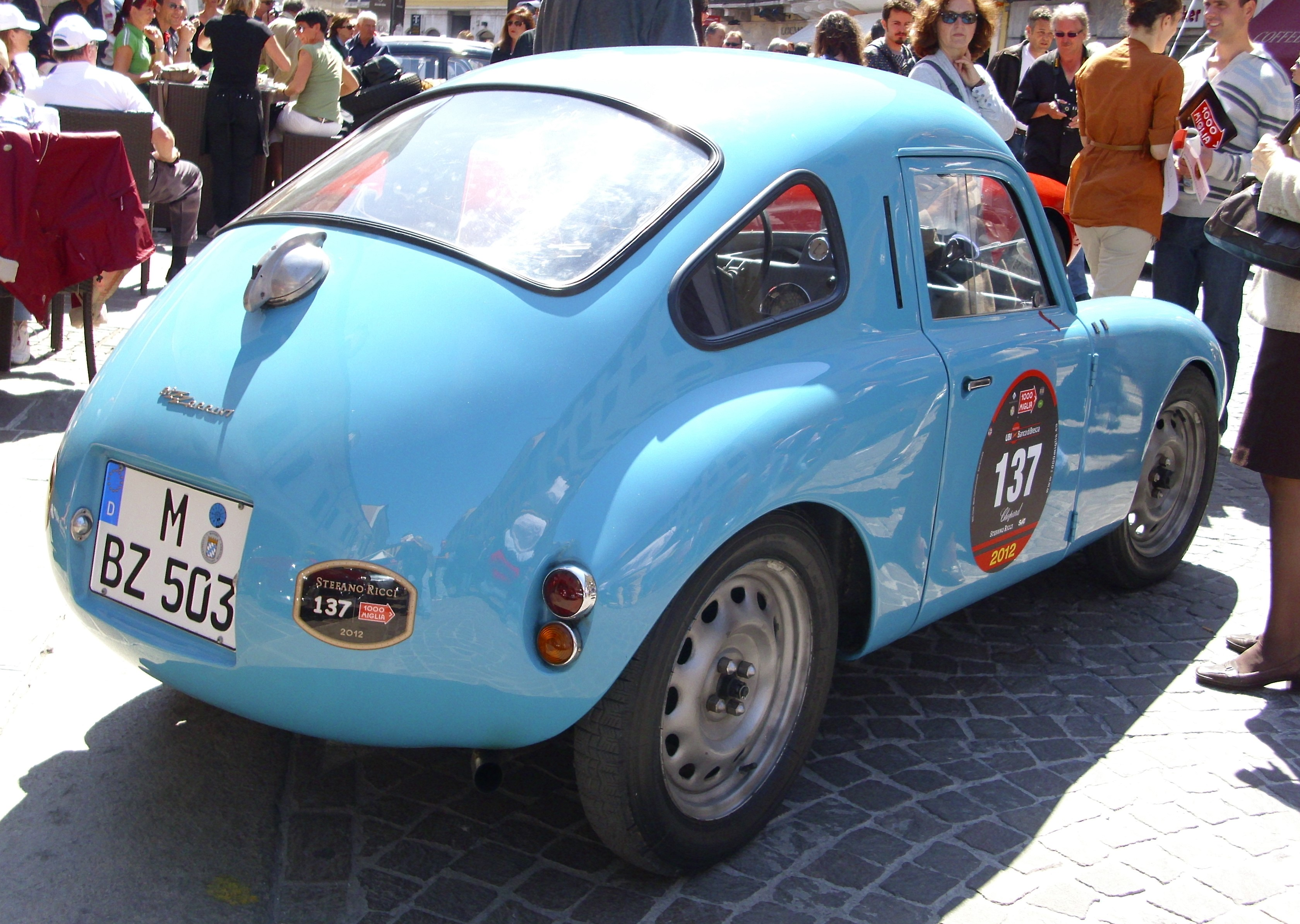
Heckpartie ohne Stoßstangen

Das Fahrwerk des 500 Macchinetta stammt von einem 1949 hergestellten Fiat 500 Topolino. Bizzarrini übernahm die hintere Querblattfeder, ergänzte sie aber um drei Gummikissen. Die „aerodynamisch ausgefeilte“ Karosserie entwarf Bizzarrini selbst. Sie folgt dem Pontonstil, hat aber ein kurzes Fließheck. Die mit horizontalen Streben verkleidete Kühleröffnung ist oval; sie greift Formen auf, die auch bei zeitgenössischen Sportwagen von Ferrari und Maserati zu finden sind. Weder vorn noch hinten hat das Auto Stoßstangen. Die Karosserie besteht aus Aluminiumblechen. Sie wird von einem ebenfalls von Bizzarrini konstruierten Rohrrahmen getragen.
Anfänglich hatte Giotto Bizzarrini einen selbst konstruierten Motor vorgesehen, einen 0,75 Liter großen Vierzylinder mit zwei obenliegenden Nockenwellen und Luftkühlung. Das Projekt ließ sich allerdings aus Kostengründen nicht verwirklichen. Stattdessen griff Bizzarrini auf den herkömmlichen Reihenvierzylindermotor aus dem Fiat Topolino zurück, den er in zahlreichen Details überarbeitete. Während der 16,5 PS starke Fiat-500-Motor in seiner Serienausführung langhubig (Bohrung × Hub: 53 × 67 mm) ausgelegt ist, ist Bizzarrinis Version quadratisch; Bohrung und Hub betragen jeweils 56,5 mm. Daraus ergibt sich ein geringfügig reduzierter Hubraum (563 statt 569 cm³). Der Motor erhielt einen Zylinderkopf von Siata und Doppelvergaser von Dell’Orto. Schließlich erhöhte Bizzarrini das Verdichtungsverhältnis auf 7 : 1. Die Leistung des von Bizzarrini bearbeiteten Fiat-Motors wird auf 25 bis 30 PS geschätzt.
Das Auto wiegt insgesamt etwa 500 kg. Es erreicht je nach Quelle eine Höchstgeschwindigkeit von 145, 150 oder 155 km/h und ist damit 50 bis 60 km/h schneller als ein Fiat Topolino in der Serienversion (95 km/h).

## Verbleib
Der 500 Macchinetta hat in der Klassikerszene als „Baby-Bizzarrini“ eine gewisse Bekanntheit erlangt. Er existiert noch, wird wiederholt auf Ausstellungen gezeigt und kommt seit 2012 gelegentlich bei der Mille Miglia Storica zum Einsatz. Mehrere Hersteller bieten Modellautos hierzu an.

## Technische Daten
| Motor                         | Vierzylinder-Viertakt-Ottomotor, in Reihe                                                          |
| Hubraum                       | 563 cm³                                                                                            |
| Bohrung × Hub                 | 56,5 × 56,5 mm                                                                                     |
| Leistung                      | 25–30 PS                                                                                           |
| Verdichtung                   | 7,0 : 1                                                                                            |
| Gemischaufbereitung           | Doppelvergaser von Dell’Orto                                                                       |
| Ventilsteuerung               | eine obenliegende Nockenwelle                                                                      |
| Kühlung                       | Wasserkühlung                                                                                      |
| Getriebe                      | handgeschaltetes Vierganggetriebe                                                                  |
| Radaufhängung vorn und hinten | unabhängig aufgehängte Räder, Schwingarme, hydraulische Stoßdämpfer, hinten zusätzlich Gummikissen |
| Bremsen                       | vorne und hinten Trommelbremsen                                                                    |
| Karosserie                    | Aluminium auf Gitterrahmen                                                                         |
| Radstand                      | 1990 mm                                                                                            |
| Abmessungen (L × B × H):      | 3225 × 1270 × 1320 mm                                                                              |
| Leergewicht                   | 500 kg                                                                                             |
| Höchstgeschwindigkeit         | ca. 145–155 km/h                                                                                   |